# Wickendorf (Schwerin)
Wickendorf ist ein Stadtteil der mecklenburg-vorpommerschen Landeshauptstadt Schwerin.

## Lage
Wickendorf ist der nördlichste Stadtteil Schwerins. Er grenzt an die Stadtteile Schelfwerder und Medewege. Des Weiteren grenzt Wickendorf als einziger Schweriner Stadtteil sowohl an den Schweriner Innen- als auch Außensee und an den Ziegelsee.

## Geschichte
Wickendorf wurde erstmals 1189 in einer Urkunde von Papst Clemens III. unter dem Namen Wickendorp erwähnt, die das Bistum Schwerin bestätigt. Die Namensherkunft ist nicht eindeutig belegt, kann aber sowohl von Wieck (Seebucht) als auch von wicken (wahrsagen) oder von vicus (dörfliche Ansiedlung) stammen.
Das Gebiet des heutigen Wickendorf war bereits früh besiedelt, so beweisen zum Beispiel Funde aus der Steinzeit, dass vor 8000 bis 3000 Jahre v. Chr. Besiedlung stattgefunden hat. Ebenso wie slawische Besiedlung zwischen 600 und 1200 n. Chr.
Im Verlauf der Jahrhunderte stieg die Einwohnerzahl konstant an. Im Jahr 1436 wohnten 34 Menschen (21 Erwachsene und 13 Kinder) in Wickendorf. 434 Jahre später im Jahr 1870 waren es 262 Einwohner, die in dem Dorf wohnten. Darüber hinaus gab es zu dieser Zeit eine Zementfabrik, ein Arbeitshaus, zwei Drittelhüfner, zwei Ziegeleien, vier Erbpächter, vier Büdner sowie 15 Häusler in der Gemeinde.
Im Jahr 1936 wurde Wickendorf in die Stadt Schwerin eingemeindet.

## Verkehr
Durch den Stadtteil Wickendorf führt die B104. Außerdem grenzt die Bahnstrecke von Schwerin nach Bad Kleinen an den Stadtteil. In Wickendorf gibt es 15 Straßen sowie 233 Häuser.